# Новопетрівка (Миколаївська селищна громада)
Новопетрі́вка — село Миколаївської селищної громади у Березівському районі Одеської області в Україні. Населення становить 701 осіб.

## Історія
Під час організованого радянською владою Голодомору 1932—1933 років померло щонайменше 10 жителів села.
Колишній орган місцевого самоврядування — Новопетрівська сільська рада.

## Населення
Згідно з переписом УРСР 1989 року чисельність наявного населення села становила 780 осіб, з яких 362 чоловіки та 418 жінок.
За переписом населення України 2001 року в селі мешкали 703 особи.

### Мова
Розподіл населення за рідною мовою за даними перепису 2001 року:
| Мова       | Відсоток |
| ---------- | -------- |
| українська | 93,15 %  |
| російська  | 3,42 %   |
| молдовська | 1,71 %   |
| вірменська | 1,57 %   |
| білоруська | 0,14 %   |